# Francesco Vaccaro (artista)
Francesco Vaccaro (Crotone, 21 novembre 1968) è un artista italiano.

## Biografia
Dopo la laurea in economia e commercio ottenuta all'Università "La Sapienza" di Roma inizia a lavorare con pittura, video e fotografia.
Il suo lavoro è stato esposto in gallerie private e spazi pubblici, in Italia e all'estero. I suoi video sono stati presentati in numerosi festival internazionali.
Attualmente vive e lavora a Roma.

## Opere
- Una luna (2010)
- Lettera d'amore a Robert Mitchum  (2007) con Piera Degli Esposti
- VLA   (2006)
- Affascinatu  (2006)
- La pitta (2004)
- Pro Eo  (2005)
- http://www.artecinema.com/2006/dettaglio_film.asp?id=75[collegamento interrotto]  (2005)
- Claudioadami notes[collegamento interrotto]  (2005)
- Hortus conclusus  (2005)
- Polidori/Adorno/Danza (2005)
- Chimes (2005)
- The Russian Tea Room (2005)
- Elisa Montessori 2003  (2004)
- Separati in casa (2005)
- Pozzanghere  (2005)
- Segno e metacrilati /Bruno Lisi  (2004)

## Mostre personali
- dalla finestra ti vedo - Francesco Vaccaro a casa Moravia - a cura di Federica Pirani, Gloria Raimondi, Claudio Libero Pisano - Galleria d'Arte Moderna - Roma (2013)
- Il legislatore non riconosciuto a cura di Olga Gambari - Marte  – Roma (2011)
- aprile  a cura di Lea Mattarella - Marte  – Roma (2011)
- Fuorirotta - Filmstudio - in collaborazione con EXELETTROFONICA- Roma (2010)
- Progetto Maclura - AOC F58 – Roma (2009)
- an einem seltsamen ort  - Wandergalerie  - Berlino (2004)
- ...e vidi e capii   -  AOC F58 – Roma (testo in catalogo di Ada Lombardi) (2001)
- Indefiniti Silenzi  - AOC F58  -  Roma (2000)
- Segnali – Studio S Arte Contemporanea - Roma (testo in catalogo di Patrizia Ferri) (1999)
- Francesco Vaccaro – Accademia G. Balbo Bordighera (IM)(testo di E.Mascelloni) (1999)
- Informagiovani   Patrocinio Assessorato alle Politiche Giovanili del Comune di Roma  (1998)

## Mostre collettive
- Nell'acqua capisco, su INSIDEART. URL consultato il 27 giugno 2022 (archiviato il 6 marzo 2021). A  cura di Claudio Libero Pisano. Evento collaterale 55ª Biennale, Procuratie Vecchie,  Venezia
- Festarte – Macro Testaccio - Roma (2010)
- Equidistanze – Video – Rialto S Ambrogio Roma (2006)
- Mille 900 - Festival internazionale di fotografia - Hyunnart - Roma (2006)
- Premio Maretti - Galleria Nazionale Arte Moderna Repubblica San Marino (2005)
- Premio Mario Razzano - Museo del Sannio Benevento  (2005)
- Translating rooms - Understudio - Roma (2005)
- Outcomeout  - Studio Soligo - Roma (2005)
- No wall concept, no war concept -Tempio di Pomona – Salerno (2004)
- Non essendomi prestato da bambino a giocare con la sabbia delle spiagge, mi è venuto, passata l'età, il desiderio di giocare. AOCF58 Roma, testo di Cecilia Casorati (2003)
- FotoesordioPalazzoEsposizioni - Roma (2001)
- L'Immagine Interiore -  Il Cairo, Beirut, Madrid, Lisbona, Rabat, Tunisi -  Direz. generale. Promoz. e Cooperaz. Culturale del Ministero degli Affari Esteri, a cura di Patrizia Ferri (2000)
- Sacrosanto - Sala 1 e Galleria Comunale d'Arte Contemporanea – Roma (2000)
- Sapori Colorati – Lavatoio Contumaciale - Roma (1999)
- Surfing -  Studio S Arte Contemporanea – Roma (1998)
- Artisti per Opening – Temple Gallery  - Roma (1998)

## Festival
- Festa Internazionale Cinema Roma (Sezione Extra) (2007)
- SulmonaFilmFestival 2007, su sulmonacinema.it.
- FanoFilmFestival 2008,  Visioni Italiane 2008 – Cineteca Bologna, Corti d'Amore - (2008)
- Corto per scelta, Terni - (2008)
- Arcipelago - Festival Internazionale di Cortometraggi e Nuove Immagini - 2006
- DOCFEST 2006 – Palazzo Venezia - Roma
- ARTECINEMA - Festival internazionale di film sull'arte contemporanea [collegamento interrotto], su artecinema.com.
- DOCFEST 2005 – Palazzo Venezia – Roma
- AsoloInternationalFilmFestival 2004 - Asolo (TV)
- DOCFEST 2004 - Palazzo Venezia – Roma